# Luise Reinhardt
Luise Reinhardt, Pseudonym Ernst Fritze, Geburtsname Luise Ditfurth (* 31. Mai 1807 in Magdeburg; † 24. Oktober 1878 in Merseburg) war eine deutsche Schriftstellerin des 19. Jahrhunderts.

## Leben
Ihr Vater Johann Friedrich Karl Ditfurth war Rektor der städtischen höheren Töchterschule, in der Luise das Abitur ablegte. Nach Jahren heiratete sie in Stendal den Justizassessor Reinhardt, der später Stadt- und Kreisgerichtsrat in Magdeburg war.
Sie debütierte im Jahr 1846 unter dem Pseudonym Ernst Fritze mit dem Jugendroman Die Wollenweber von Stendal im Jahre 1530, der mehrere Auflagen erreichte und in Niederländisch übersetzt wurde. Neben historischen und Kriminalromanen verfasste sie Novellen und Kurzgeschichten.

## Schriften (Auswahl)

### Roman, Epik
- Die Wollenweber von Stendal im Jahre 1530. Ein Volksbuch von Ernst Fritze. C. G. Brandis, Berlin 1850. (Digitalisat)
- Bernhard von Bellinghausen. C. G. Brandis, Berlin 1850. (Digitalisat)
- Justus Winter. Behrend, Berlin 1851.
- Erinnerungsblätter aus dem Leben eines Criminalisten. Ch. E. Kollmann, Leipzig 1854.
- Caritas. Roman in drei Bänden. Expedition des Albums, Prag & Leipzig 1857. (Digitalisat Band 1-3)
- Gertrud. Berger, Kober und Markgraf, Prag 1860. (Digitalisat)
- Die Herren von Ettershaiden. Herm. Markgraf, Wien 1864. (Digitalisat Band 1), (Band 2)
- Schloß Bärenberg. Ernst Julius Günther, Leipzig 1867. (Digitalisat Band 1), (Band 2), (Band 3)
- Zwei Mütter. Roman in zwei Abtheilungen. Hendel, Halle 1878.
- Im Sturm der Eifersucht. Nach hinterlassenen Papieren eines Justitiars bearbeitet. Behrend, Berlin 1880. (Digitalisat)

### Novellen und Kurzgeschichten
- Groß-Borne. Idyllen-Novelle. Joh. Urban Kern, Breslau 1853. (Digitalisat)
- Zu rechter Zeit. In: Bayreuther Zeitung, Jahrgang 110, Oktober 1857, Nr. 281–291.
- Vorwärts!. J. L. Kober, Prag & Leipzig 1858. (Digitalisat Band 1), (Band 2)
- Die Stiefmutter. In: Volks-Kalender für 1859.  Karl Steffens (Hrsg.), Voigt & Günther, Leipzig.
- Frau Bertha Schmittke. Erzählung. In: Volks-Kalender von Karl Steffens, 1860, S. 139–187.
- Ernest Octav. Kober & Markgraf, Prag 1859. (Digitalisat Band 1), (Band 2)
- Die Erben von Wollun. Kober & Markgraf, Wien und Prag 1861. (Digitalisat)
- Idalium. H. Markgraf & Comp., Wien 1862. (Digitalisat 1. Theil), (2. Theil)
- Solitude. Herm. Markgraf, Wien 1863. (Digitalisat Theil 1), ([ Theil 2])
- Novellen. Carl Rümpler, Hannover 1863:
  - Deutsches Leben vor fünfzig Jahren. (Digitalisat Band 1)
  - Berg oder Burg. (Band 2)
  - Die Maske des Reichthums. (Band 3)
  - Zug um Zug. (Band 4)
- Die Gebrüder Koltrum. Ernst Julius Günther, Leipzig 1865. (Digitalisat Band 1), (Band 2)
- Ein Stückchen Papier. Novelle, nach Criminalacten erzählt. Wolfgang Gerhard, Leipzig 1865. (Digitalisat)
- Aus dem Strome der Gegenwart. Otto Purfürst, Leipzig / Stuttgart 1865. (Digitalisat)
- Tante Mariechen. Criminal-Novelle. In: Plauderstübchen. Unterhaltungsblatt zum Kaiserslauterer Boten für Stadt und Land. 1867.
- Der Major. Criminal-Novelle. Otto Hendel, Halle 1869. (Digitalisat Band 1), (Band 2)
- Verdächtig! Criminalgeschichte. Gustav Behrend, Berlin 1869. (Digitalisat)
- Freigesprochen! Criminal-Novelle. Hendel Halle 1870, 2 Bände.
- Der Sohn der Neffen. Criminalnovelle. Berlin 1870.
- Im Kerker geboren. Gustav Behrend, Berlin 1871.
- Fräulein Sophie.  Behrend, Berlin 1872.
- Ungelöste Räthsel. Behrend, Berlin 1874. (Digitalisat)
- Gerechte Strafen. Behrend, Berlin 1875. (Digitalisat)
- Dunkle Puncte. Erzählung. Behrend, Berlin 1876.
- Am Scheidewege. Behrend, Berlin 1877. (Digitalisat)